# 怪奇小説作家一覧
怪奇小説作家一覧は、日本国内および世界各国で活躍し、あるいは名を残す怪奇小説作家の五十音順一覧である。Wikipedia内に記事が存在する人物を中心とする。
Wikipedia内にリンク先が無い赤字作家含む著作情報は外部リンクの国立国会図書館での検索もご利用ください。

## 日本

### あ行
- 相川英輔
- 秋竹サラダ
- 亜木冬彦（あぎふゆひこ）
- 秋元康
- 朱野帰子
- 明野照葉
- 朝里樹
- 朝松健
- 芦沢央
- 飛鳥昭雄
- 飛鳥部勝則
- 安曇潤平
- 阿泉来堂（あずみらいどう）
- あせごのまん
- 我孫子武丸
- 雨宮町子（あめみやまちこ）
- 飴村行
- 綾辻行人
- 阿澄思椎（あらんすみしー）
- 飯野文彦
- 五十嵐貴久
- 伊島りすと（いじまりすと）
- 泉鏡花
- 伊隅桂馬（いすみけいま）
- 一路晃司
- 乾ルカ
- 井上宮
- 井上雅彦
- 井上夢人
- 今邑彩
- 入江敦彦
- 岩井志麻子
- 岩城裕明
- 上田秋成
- 雨穴
- 宇佐見まこと
- 内田春菊
- 内田百閒
- 宇津呂鹿太郎
- 梅原克文
- 浦浜圭一郎
- 江戸川乱歩
- 遠藤徹
- 大石圭
- 大島清昭（おおしまきよあき）
- 大槻ケンジ
- 大塚英志
- 大山尚利
- 岡本綺堂
- 押井守
- 乙一
- 小野不由美
- 織守きょうや
- 折原一

### か行
- 景山民夫
- カシュウ・タツミ
- 加藤一
- 鎌田敏夫
- 神狛しず
- 上條一輝（かみじょうかずき）
- 神津凛子
- 神沼三平太（かみぬまさんぺいた）
- 加門七海
- 雁屋哲
- 川奈まり子
- 北上秋彦
- 北沢陶（きたざわとう）
- 北野勇作
- 北林一光
- 北原尚彦
- 北見崇史
- 菊地秀行
- 岸田理生
- 貴志祐介
- 木原浩勝
- 京極夏彦
- 吉来駿作
- 桐生操
- 桐生祐狩（きりゅうゆかり）
- 草川隆
- 櫛木里宇
- 国広正人
- 倉狩聡（くらがりそう）
- 倉阪鬼一郎
- 栗本薫
- 黒井卓司（くろいたくじ）
- 黒木あるじ
- 黒史郎
- 小池真理子
- 小泉喜美子
- 小泉八雲
- 郷内心瞳（ごうないしんどう）
- 河野多恵子
- 幸森軍也
- 国分寺公彦（こくぶんじきみひこ）
- 小島水青
- 小杉英了
- 五代ゆう
- 小中千昭
- 小林泰三
- 小松左京
- 五味弘文

### さ行
- 最東対地
- 斎藤澪
- Saori
- 沙木とも子
- 櫻沢順（さくらざわじゅん）
- 佐島佑
- 沙藤一樹（さとうかずき）
- 佐藤有記
- 鮫島礼子
- 澤村伊智
- 敷島シキ（しきしましき）
- 獅子吼れお（ししくれお）
- 篠田節子
- 篠たまき
- 篠田真由美
- 篠原美季
- 清水カルマ
- 清水義範
- 朱川湊人
- 真藤順丈
- 杉村顕道（すぎむらけんどう）
- 椙本考思
- 図子慧
- 鈴木光司
- 朱雀門出
- 雀野日名子
- 瀬川ことび
- 背筋（せすじ）
- 瀬名秀明
- 芹澤準（せりざわじゅん）
- 添田小萩（そえだこはぎ）
- 曽根圭介

### た行
- 高田公太（たかだこうた）
- 高田大介
- 高田侑
- 高橋克彦
- 高橋三千綱
- 高見広春
- 滝川さり（たきがわさり）
- 竹内健
- 竹河聖
- 竹本健治
- 橘外男
- 立原透耶
- 田中光二
- 田中貢太郎
- 田中啓文
- 田中文雄
- 田辺青蛙
- 塚橋一道（つかはしかずみち）
- 筒井康隆
- 都筑道夫
- 恒川光太郎
- 常光徹
- 津原泰水
- 友成純一

### な行
- 内藤了
- 中井拓志
- 中山市郎
- 長坂秀佳
- 梨
- 梨木香歩
- 楢山芙二夫
- 新津きよみ
- 新名智
- 西浦和也
- 西荻弓絵
- 西谷史
- 一肇
- 二宮敦人
- 野城亮

### は行
- 灰崎抗
- 畠中恵
- 花房観音
- 林巧
- 早瀬乱
- 原田宗典
- 播磨龍次（はりまりゅうじ）
- 春口裕子
- 坂東眞砂子
- 伴名練
- 樋口明雄
- 日向奈くらら（ひむかなくらら）
- 平山夢明
- フェイクドキュメンタリーQ
- 福澤徹三
- 福島サトル
- 福士俊哉（ふくしとしや）
- 福谷修
- 藤木稟
- 藤咲順一
- 藤白圭
- 椹野道流
- 坊木椎哉（ぼうきしいや）
- 法条遥
- 保科昌彦
- 堀井拓馬

### ま行
- 舞城王太郎
- 牧野修
- 牧村泉
- 松村比呂美
- 松本清張
- 三田村志郎（みたむらしろう）
- 道尾秀介
- 三津田信三
- 湊かなえ
- 南澤径（みなみさわけい）
- 宮ノ川顕
- 宮部みゆき
- 美輪和音
- 三輪チサ
- 村山槐多
- 木犀あこ
- 森村誠一
- 森真沙子
- 森山東（もりやまひがし）
- 森瑤子
- 森見登美彦

### や行
- 矢部嵩
- 山白朝子→乙一を参照
- 山田風太郎
- 山田正紀
- 山田悠介
- 山村正夫
- 山本亜紀子（やまもとあきこ）
- 雪富千晶紀
- 夢野久作
- 夢枕獏
- 吉田悠軌
- 米山公啓
- 吉岡暁（よしおかさとし）
- 吉永達彦（よしながたつひこ）
- 吉村達也

### ら行
- 竜騎士07
- 芦花公園

### わ行
- 若本イオリ（わかもといおり）
- 和田はつ子
- 渡部正和（わたべまさかず）

## 世界

### ア行
- シンシア・アスキス（英語版）[1]
- H・R・ウェイクフィールド
- ロバート・エイクマン
- エルクマン＝シャトリアン
- フィッツ＝ジェイムズ・オブライエン

### カ行
- シルヴィア・モレノ・ガルシア
- スティーヴン・キング
- F・M・クロフォード
- A・E・コッパード

### サ行
- 蔡駿
- W・W・ジェイコブズ
- M・R・ジェイムズ

### タ行
- ウォルター・デ・ラ・メア

### ハ行
- W・F・ハーヴェイ
- L・P・ハートリー
- アルジャーノン・ブラックウッド
- J・D・ベリズフォード
- E・F・ベンスン
- エドワード・ルーカス・ホワイト

### マ行
- アーサー・マッケン
- W・C・モロウ

### ラ行
- ハワード・フィリップス・ラヴクラフト
- J・H・リデル夫人
- L・A・ルイス
- モーリス・ルナール
- ガストン・ルルー
- シェリダン・レ・ファニュ

### ワ行
- イーディス・ワートン